# Distrito de Namballe
El distrito de Namballe es uno de los siete que conforman la provincia de San Ignacio ubicada en el departamento de Cajamarca en el Norte del Perú.   
Desde el punto de vista jerárquico de la Iglesia católica forma parte del Vicariato Apostólico de San Francisco Javier, también conocido como Vicariato Apostólico de Jaén en el Perú.

## Historia
El distrito fue creado mediante Ley N°9868 del 28 de diciembre de 1943, en el primer gobierno del Presidente Manuel Prado Ugarteche. En la misma ley se crea los distritos de: San José de Lourdes,  San José del Alto, Chontali, Pomahuaca y Santa Rosa.

## Capital
Su capital es el poblado de Namballe que se encuentra a 678.00 m s. n. m.

## Población
El distrito de Namballe cuenta con una población de 8 501 habitantes según el censo 2005, destacando muchos de sus pobladores quienes se desempeñan profesionalmente en importantes entidades públicas y privadas

## Autoridades

### Municipales
- 2023 - 2026
  - Alcalde : Nelzon Eder Flores Jimenez
- 2021 - 2022
  - Alcalde : Ronal Edilfonso Olivera Aldaz
- 2019 - 2020
  - Alcalde: Santos Wilson Adrianzén Carrión
- 2015 - 2018
  - Alcalde: Hernabil Amado Labán Peña. Movimiento Independiente Diálogo Social
- 2011 - 2014[3]
  - Alcalde: Santos Wilson Adrianzén Carrión, Movimiento Regional Fuerza Social Cajamarca (FS)
- 2007 - 2010
  - Alcalde: Amadeo Mijahuanca Peña.

### Policiales
- Comisario:    PNP

### Religiosas
- Vicariato Apostólico de Jaén[4]
  - Vicario apostólico: Mons. Gilberto Alfredo Vizcarra Mori, S.J.

## Festividades
- 16 de julio: Namballe